# Argonauta argo
Argonauta argo una espècie de mol·lusc cefalòpode de l'ordre Octopoda. És l'espècie tipus del gènere Argonauta. La femella d'aquesta espècie, com totes les dels argonautes, creen un embolcall papiraci per protegir els ous (paper nautilus). A. argo és l'espècie més grossa dins del seu gènere. L'embolcall papiraci més gros enregistrat feia 300,0 mm.

## Mida
- Les femelles: fins a 12 cm (llargada del mantell), amb la conquilla pot fer 30 cm com a màxim.
- Els mascles: 2 cm com a màxima llargada.

A. argo té una distribució cosmopolita dins les aigües tropicals i subtropicals. Hi ha una forma nana al Mediterrani descrita com a Argonauta argo mediterranea Monterosato, 1914.
Es creu que A. argo s'alimenta principalment de mol·luscs pelàgics i té nombrosos depredadors. S'ha trobat dins l'estómac d'Alepisaurus ferox.